# ANZAC-öböl
Az ANZAC-öböl (angolul: ANZAC Cove, törökül: Anzak Koyu) kis öböl a Dardanellák partjainál, a törökországi Gallipoli félszigeten. Az öböl nevét onnan kapta, hogy az első világháborúban itt szálltak partra az ANZAC (Australian and New Zealand Army Corps) hadtest katonái a Dardanellák ostroma hadművelet során, 1915. április 25-én (ma minden évben az ANZAC-napot ünneplik ezen a napon). Az öböl mindössze 600 méter széles, két oldalán dombság övezi (az Ari Burnu északon és a Kis Ari Burnu délen). A partraszállást követően ez az öböl volt az ausztrál és új-zélandi katonák legfőbb támaszpontja a Gallipoli-félszigeten a csata 8 hónapja alatt.

## Története

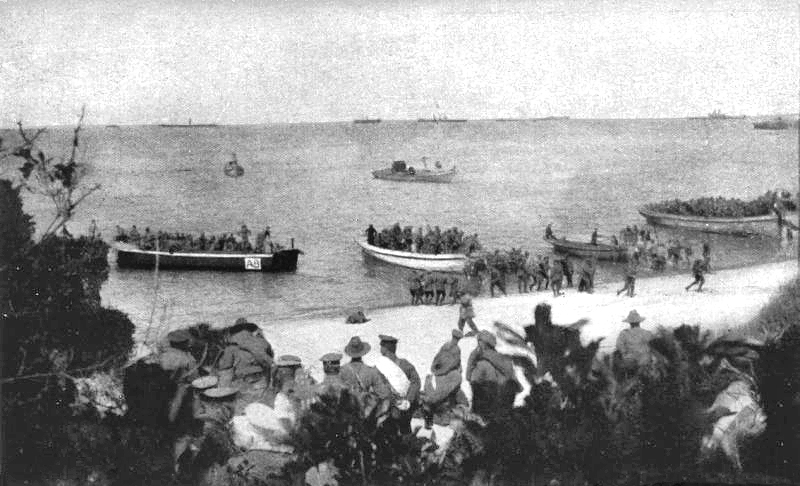
Az Ausztrál 4. ezred katonái partra szállnak az ANZAC-öbölben, 1915. április 25-én

A partraszállás alatt a katonák legfontosabb célkitűzése az volt, hogy biztosítság az öblöt, vagyis megtisztítsák az ellenséges katonáktól és lehetővé tegyék további katonák és az utánpótlás partra szállítását. Az ANZAC-öböltől a kialakuló frontvonal sosem távolodott messzebbre, mint 1 km, vagyis jóval a török tüzérség hatótávolságán belül maradt. William Birdwood tábornok, az ANZAC parancsnoka, az öböl egyik rejtett vízmosásában rendezte be parancsnoki harcálláspontját, példáját követték az Új-Zélandi és Ausztrál Hadosztály, valamint az Ausztrál 1. Hadosztály parancsnokai is. 1915. április 29-én javasolta Birdwood tábornok, hogy a korabeli térképeken név nélkül feltüntetett öblöt nevezzék "ANZAC-öböl"nek, míg a környező, a hadtest által elfoglalt térséget nemes egyszerűséggel "ANZAC"-nak
A Dardanellák ostroma 8 hónapig tartott, ezalatt az öböl lényegében egyetlen hatalmas logisztikai raktárrá változott, mivel a hadtest ellátásához szükséges minden hadianyagot itt szállítottak partra és tároltak. Két tábori kórházat is létesítettek a parton, az öblöt lezáró magaslaton lábainál. A partraszállás után négy lebegő mólót építettek ki, amely lehetővé tette az utánpótlást szállító hajók gyors kirakodását, júliusra azonban egy állandó móló váltotta fel ezeket. Az utánpótlás hamarosan teljesen betöltötte az öblöt és a szomszédos öblöket is raktárnak kezdték használni: előbb a délre található "Brighton Beach", majd az "North Beach" következett. Az öböl magaslatain három rádiótornyot építettek, a parton lévő katonák ezeken keresztül tartották a kapcsolatott a szövetséges hadiflottával.
Az öböl részben védve volt a félszigeten telepített tüzérség tüzétől, azonban a Chanak erődök, valamint a Dardanellák vizein tartózkodó török hadihajók, a Turgut Reis és Hayreddin Barbarossa tűz alatt tudták tartani az öböl vizét. A dél felé található Gaba Tepe magaslatról azonban a török tüzérség részben belátta az öblöt, míg az északra található Suvla-öböl legdélebbi pontján lévő Nibrunesi-fokról teljesen be lehetett látni az öblöt. A Nibrunesi-fokot a Royal Navy hadihajói állandóan tűz alatt tartották és a törökök sosem tudtak tüzérséget telepíteni ide, azonban Gaba Tepe-nél egy jól álcázott török tüzérségi üteg állandóan fenyegette az öbölben tarózkodókat.
Az időnkénti ágyúzás ellenére az ANZAC-öböl kedvelt fürdőhely volt az ausztrál és új-zélandi katonák körében. Mivel a hadtestnek állandó gondjai voltak a vízutánpótlással, a katonák lényegében alig fürödhettek és amikor a rekkenő nyári melegben eljutottak az öbölbe, figyelmen kívül hagyták a török ágyúk tüzét.
1985-ben az ANZAC-napon a török kormány hivatalosan is elismerte az ANZAC-öböl nevet. Az ANZAC-napi megemlékezéseket rendszeresen az Ari Burnu katonai temetőben tartották 1999-ig, amikor az eseményen megjelenő látogatók száma meghaladta a hely befogadóképességét. Ezt követően a közelli North Beachen egy emlékhelyet építettek ("Anzac Commemorative Site") és a 2000-es megemlékezést már itt tartották.
A háború óta eltelt időben az ANZAC-öböl egyik legnagyobb ellensége a talajerózió, illetve a Gaba Tepe és Suvla között megépített út (amelyet eredetileg ausztrál mérnökök kezdtek 1915 decemberében) tovább szűkítette az öblöt és meredek földhányás mögé szorította. Napjainkban az öböl csak az öblöt szegélyező magaslatokon található katonai temetőkön keresztül megközelíthető.
2003-ban az ausztrál kormány hivatalosan kérte a török kormányt, hogy az ANZAC-öblöt a nemzeti örökség listájára vegyék fel. A törökök ezt a kérést elutasították, mondván, hogy az öböl török felségterület és a Gallipoli-félsziget már amúgy is nemzeti park Törökországban.
2004-ben az ausztrál veteránügyi miniszter felkérte a török kormányt, hogy bizonyos munkálatokat végezzenek el a térségben. 2005-re azonban az útépítés miatt a térség egyes részei megközelíthetetlenekké váltak, illetve az öböl egy részén buszparkolót alakítottak ki.
2005-ben az ausztrál kormány volt minisztere azt javasolta, hogy az ANZAC-öböl emlékhelyét alakítsák ki Ausztráliában, mivel a Victoria államban található Mornington-félsziget nagymértékben hasonlít az eredeti helyszínre.

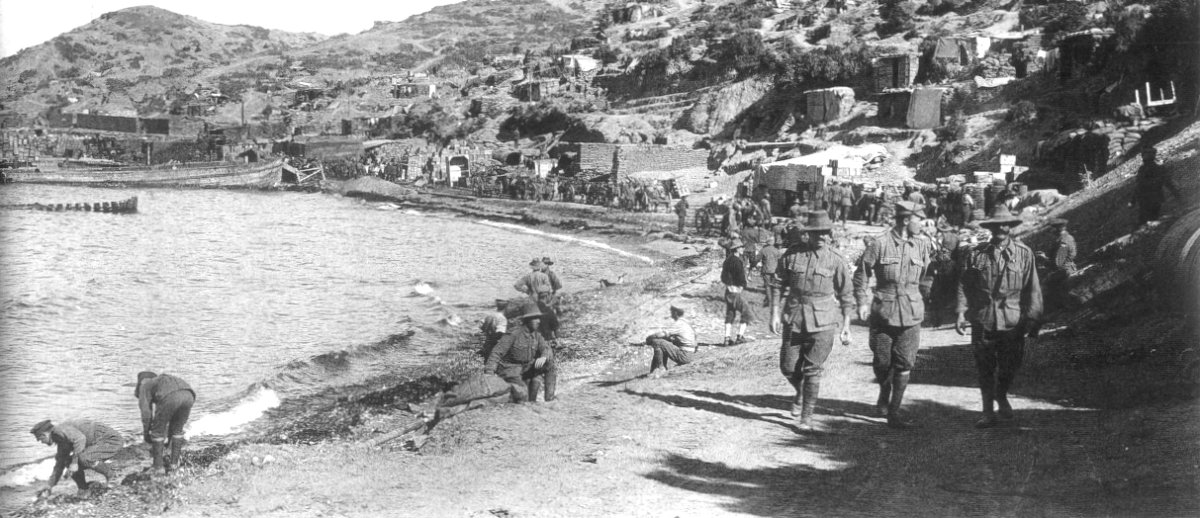
Az ANZAC-öböl látképe Ari Burnu felé, 1915
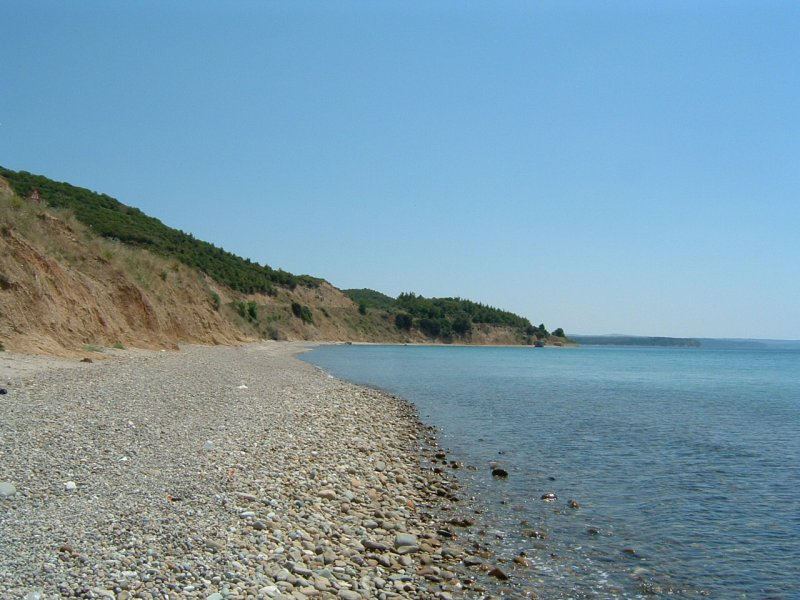
Az ANZAC-öböl látképe Ari Burnu felől
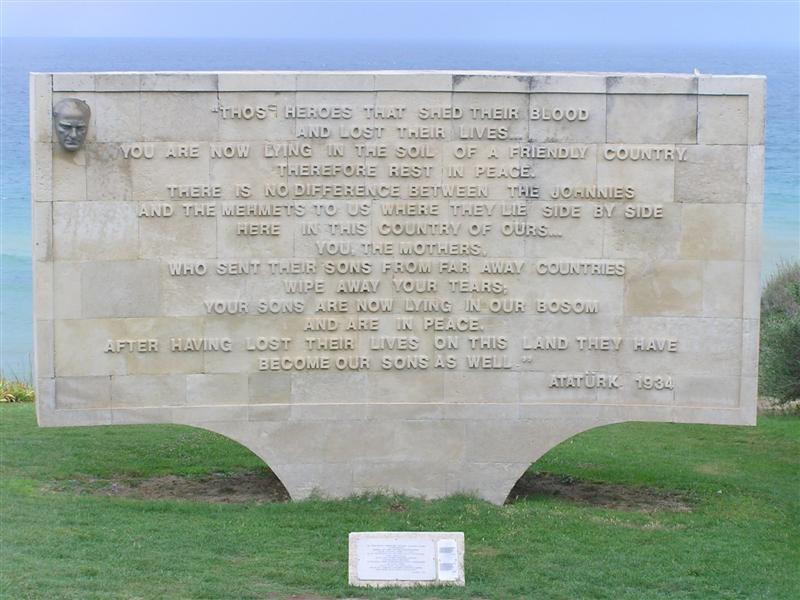
Katonai emlékmű az ANZAC-öbölben
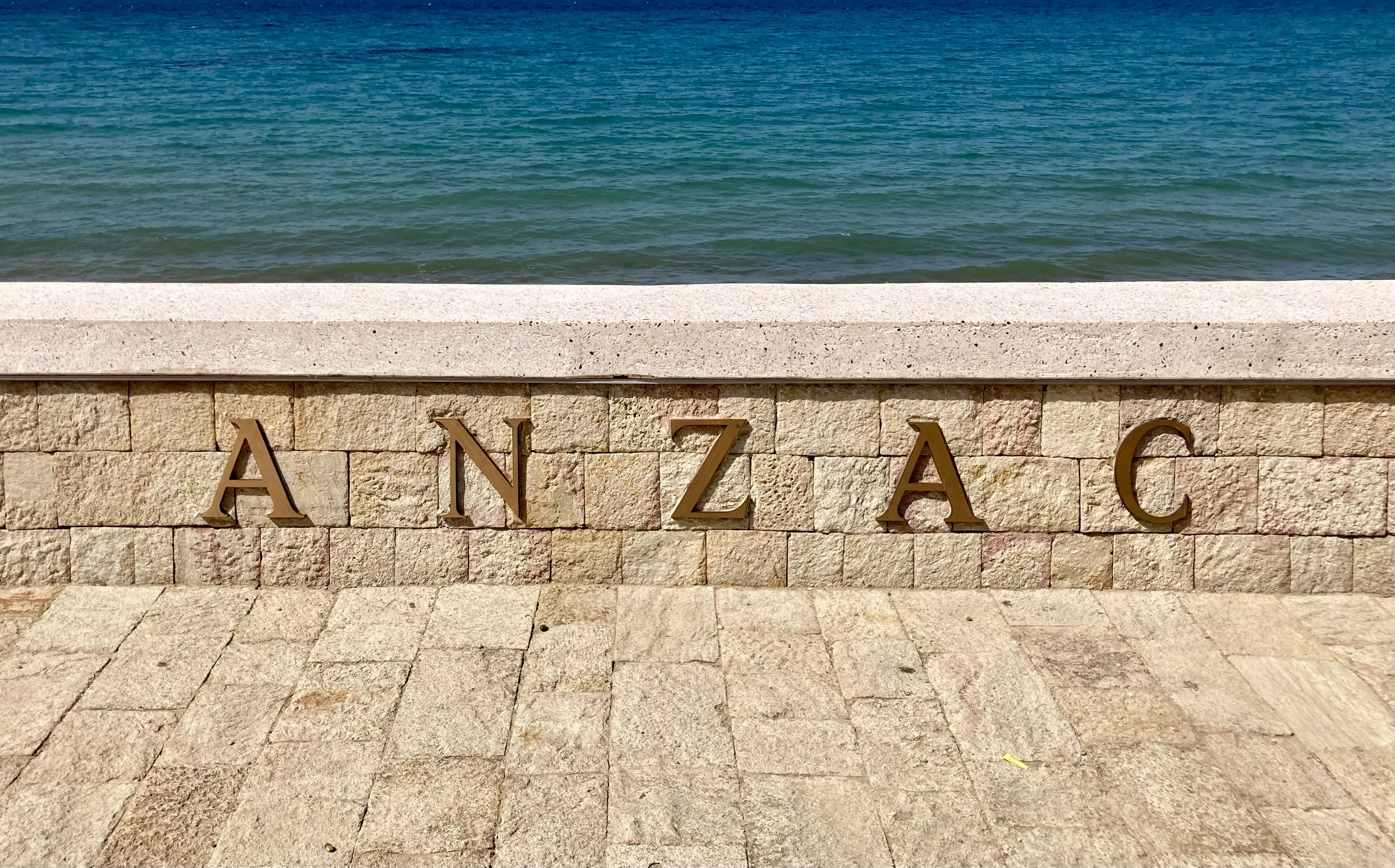
A megemlékezések helyszíne

## Fordítás
Ez a szócikk részben vagy egészben  az   ANZAC Cove című angol Wikipédia-szócikk fordításán alapul.  Az eredeti cikk szerkesztőit annak laptörténete sorolja fel. Ez a jelzés csupán a megfogalmazás eredetét és a szerzői jogokat jelzi, nem szolgál a cikkben szereplő információk forrásmegjelöléseként.